# Bene culturale tangibile (Giappone)

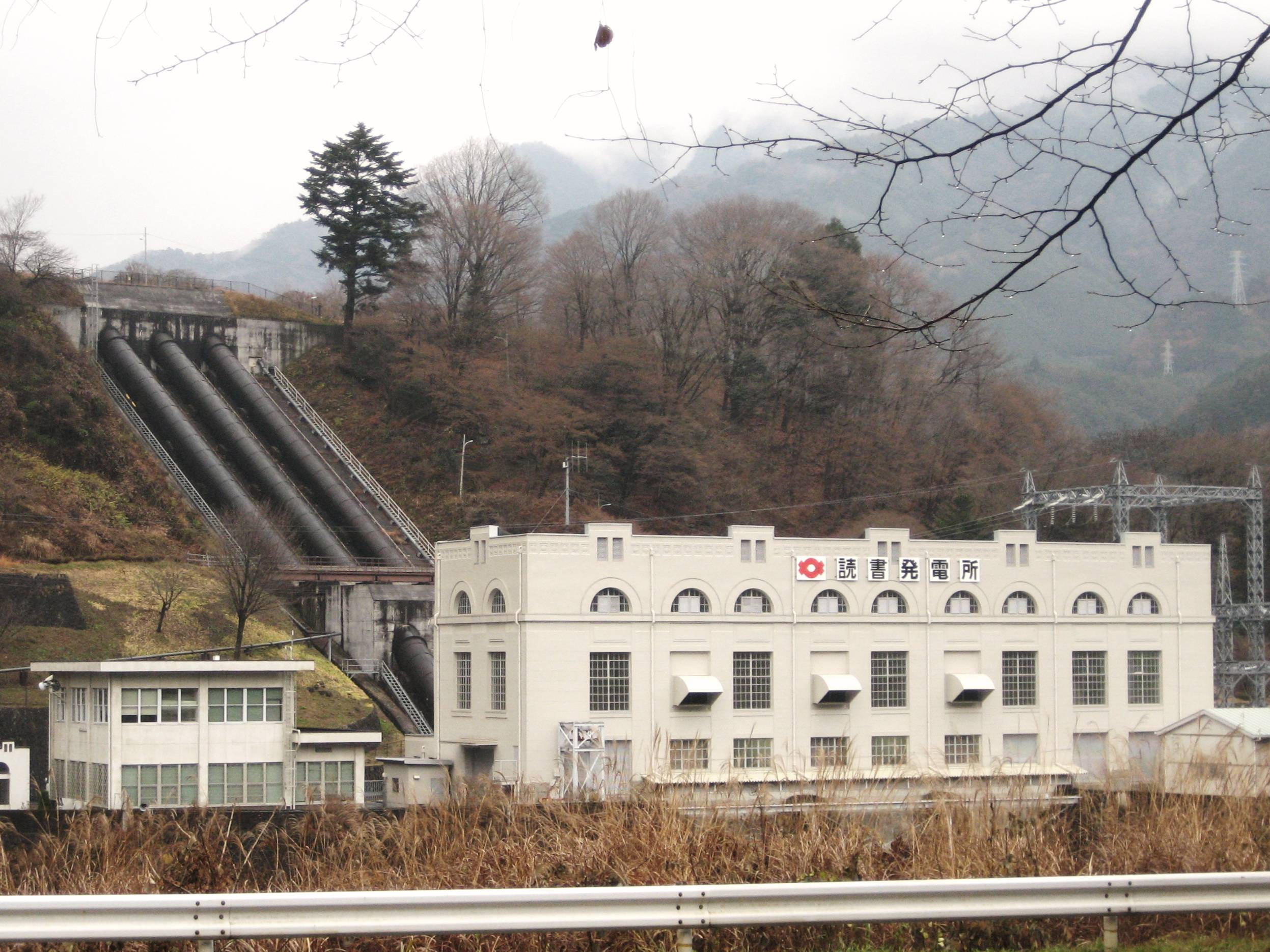
La centrale elettrica di Yomikaki nella Prefettura di Nagano è un Bene culturale importante del Giappone

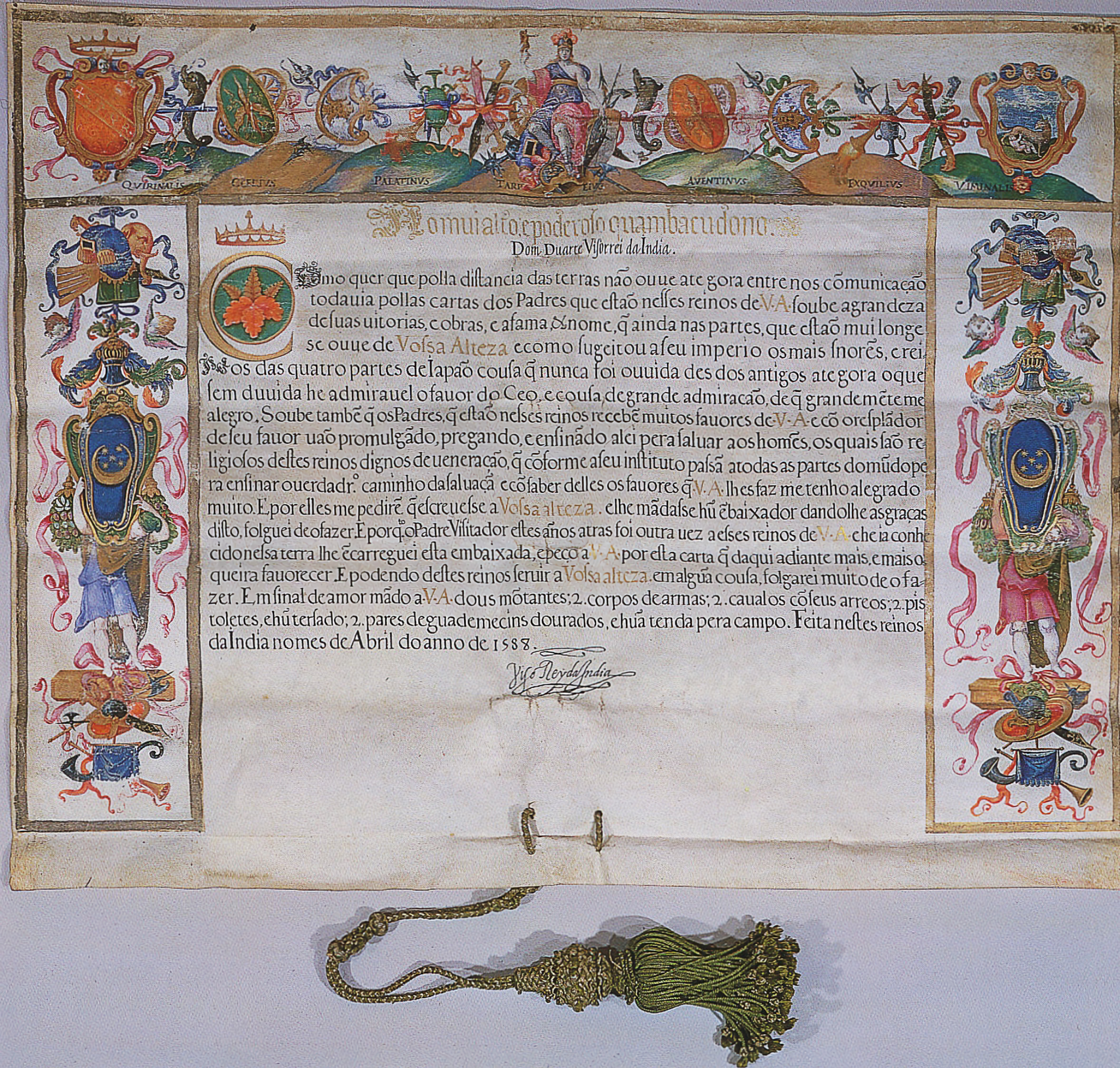
Lettera di Duarte de Meneses, viceré delle Indie portoghesi, al Daimyō Toyotomi Hideyoshi, Tesoro nazionale del Giappone

Un bene culturale tangibile (有形文化財?, yūkei bunkazai), come definito dalla "Legge sulla protezione dei beni culturali" del governo giapponese è un elemento dei Beni culturali del Giappone di alto valore storico o artistico come strutture, dipinti, sculture, artigianato, opere calligrafiche, libri antichi, documenti storici, reperti archeologici e altri oggetti simili creati in Giappone. Tutti gli oggetti che non sono edifici sono definiti "opere d'arte e artigianato" (可動文化財, kadō bunkazai, Beni culturali mobili).
Considerati dal governo giapponese, come tutti i Beni culturali, un prezioso patrimonio del popolo giapponese, sono protetti in vari modi e la loro esportazione è vietata o controllata.
I Beni culturali tangibili possono essere "designati" o "registrati". I due termini implicano diversi livelli di protezione ai sensi della legge.

## Beni culturali tangibili designati
Al fine di proteggere il patrimonio culturale del Giappone, il governo del paese ha stabilito con la "Legge sulla protezione dei beni culturali" un "sistema di designazione" (指定 制度, shitei seido) con il quale seleziona elementi importanti e li designa come "Beni culturali" imponendo restrizioni alla loro lavorazione, riparazione ed esportazione.
La legge classifica i Beni culturali in base alle loro caratteristiche. Oggetti concreti di alto valore storico o artistico, come opere d'arte, dipinti, sculture, artigianato, calligrafia, libri antichi, documenti storici, manufatti archeologici e altri oggetti sono classificati come Beni culturali tangibili. Tutti gli oggetti che non sono edifici sono definiti "opere d'arte e artigianato" (可動文化財, kadō bunkazai, Beni culturali mobili).
Il Bene culturale tangibile designato può quindi, se soddisfa determinati criteri, essere elencato come un Bene culturale importante (重要 文化 財, jūyō bunkazai) o come un tesoro nazionale (国宝, kokuhō), nel caso di oggetti di particolare valore.
La designazione può essere effettuata a livello comunale (市定重要文化財, shijō jūyō bunkazai, Bene culturale importante designato a livello comunale), prefettizio (県定重要文化財, kenjō jūyō bunkazai, Bene culturale importante designato a livello prefettizio) o nazionale (国定重要文化財, kokutei jūyō bunkazai, Bene culturale importante designato a livello nazionale), in quest'ultimo caso, spesso non è specificato l'ente designante. Possono coesistere designazioni di diversi livelli. Il Sankei-en, un giardino tradizionale in stile giapponese situato nel distretto di Naka-ku di Yokohama, ad esempio, è un Bene culturale importante sia a livello municipale che nazionale.
Nel aprile 2009, 2.344 siti (inclusi 214 Tesori nazionali) e 4.272 edifici (inclusi 262 Tesori nazionali) sono designati beni culturali materiali.
Nel 2014, 2412 siti (di cui 218 tesori nazionali) e 4629 strutture (di cui 266 tesori nazionali) sono stati dichiarati beni culturali tangibili.
Qualsiasi modifica di un Bene culturale importante o di un Tesoro nazionale richiede l'autorizzazione del governo. Il lavoro di conservazione è svolto dal proprietario dell'oggetto, con supporto finanziario in caso di costi significativi. Poiché molti oggetti sono fatti di legno, corteccia e altri materiali infiammabili, sono spesso estremamente vulnerabili agli incendi. I proprietari di case ricevono quindi sovvenzioni per l'installazione di sistemi di rilevamento incendi e altri sistemi di prevenzione dei disastri.
Il campo delle "opere d'arte e artigianato" conta ad aprile 2009, 1.956 dipinti (157), 2.628 sculture (126), 2.415 manufatti (252), 1.865 opere calligrafiche e libri antichi (223), 726 testi antichi (59), 567 oggetti archeologici (43) e 154 oggetti storici (2) sono designate Beni culturali importanti o Tesori nazionali.
Qualsiasi intervento su questo tipo di beni culturali richiede l'approvazione preventiva e la loro esportazione è vietata senza autorizzazione. La Tesoreria Pubblica si occupa della conservazione e del restauro di questi elementi e il Commissario per gli Affari Culturali fornisce assistenza tecnica per la loro amministrazione, restauro, esposizione al pubblico e altre attività.

## Beni culturali tangibili registrati
Oltre al sistema di designazione, esiste un "sistema di registrazione" (登録 制度, tōroku seido) che garantisce un livello inferiore di protezione e supporto. Attualmente ci sono 9.797 edifici e 12 opere d'arte o artigianato elencate in un registro centrale (a febbraio 2015).
Rispetto al Bene culturale significativo e ai Tesori nazionali, il Bene culturale tangibile registrato (登録有形文化財, tōroku yūkei bunkazai) implica una minore responsabilità per il proprietario. È necessario annunciare perdite, danni, cambio di proprietà e modifiche previste che interessano più del 25% della superficie visibile. D'altra parte, il proprietario ha diritto a prestiti a basso interesse per manutenzione e riparazioni, sovvenzioni per l'assistenza di architetti e riduzioni fiscali fino al 50%. Questo nuovo livello di protezione si basa sulla notifica, guida e consulenza e mira alla protezione volontaria dei beni culturali da parte dei suoi proprietari.